# Mistrzostwa Europy w Pływaniu na krótkim basenie 1999
Siódme Mistrzostwa Europy w pływaniu na krótkim basenie odbyły się w Lizbonie w Portugalii, w dniach 9-12 grudnia 1999 roku.

## Rezultaty mężczyzn

### 50 m stylem dowolnym
| Medal | Zawodnik                  | Państwo         | Czas  |
| ----- | ------------------------- | --------------- | ----- |
|       | Mark Foster               | Wielka Brytania | 21,71 |
|       | Pieter van den Hoogenband | Holandia        | 21,79 |
|       | Lorenzo Vismara           | Włochy          | 21,83 |

### 100 m stylem dowolnym
| Medal | Zawodnik                  | Państwo    | Czas  |
| ----- | ------------------------- | ---------- | ----- |
|       | Pieter van den Hoogenband | Holandia   | 47,20 |
|       | Lars Frölander            | Szwecja    | 47,86 |
|       | Karel Novy                | Szwajcaria | 48,44 |

### 200 m stylem dowolnym
| Medal | Zawodnik                  | Państwo  | Czas    |
| ----- | ------------------------- | -------- | ------- |
|       | Pieter van den Hoogenband | Holandia | 1:44,34 |
|       | Massimiliano Rosolino     | Włochy   | 1:45,22 |
|       | Stefan Herbst             | Niemcy   | 1:46,09 |

### 400 m stylem dowolnym
| Medal | Zawodnik              | Państwo         | Czas    |
| ----- | --------------------- | --------------- | ------- |
|       | Massimiliano Rosolino | Włochy          | 3:42,00 |
|       | Jörg Hoffmann         | Niemcy          | 3:42,88 |
|       | James Salter          | Wielka Brytania | 3:43,48 |

### 1500 m stylem dowolnym
| Medal | Zawodnik         | Państwo   | Czas     |
| ----- | ---------------- | --------- | -------- |
|       | Ihor Czerwynśkyj | Ukraina   | 14:42,05 |
|       | Jörg Hoffmann    | Niemcy    | 14:45,71 |
|       | Teo Edo          | Hiszpania | 14:59,43 |

### 50 m stylem grzbietowym
| Medal | Zawodnik           | Państwo   | Czas  |
| ----- | ------------------ | --------- | ----- |
|       | Miro Žeravica      | Chorwacja | 24,70 |
|       | Tomislav Karlo     | Chorwacja | 24,72 |
|       | Sebastian Halgasch | Niemcy    | 24,79 |

### 100 m stylem grzbietowym
| Medal | Zawodnik              | Państwo  | Czas  |
| ----- | --------------------- | -------- | ----- |
|       | Örn Arnarson          | Islandia | 53,13 |
|       | Derya Büyükuncu       | Turcja   | 53,17 |
|       | Wołodymir Nikołajczuk | Ukraina  | 53,27 |

### 200 m stylem grzbietowym
| Medal | Zawodnik      | Państwo         | Czas    |
| ----- | ------------- | --------------- | ------- |
|       | Örn Arnarson  | Islandia        | 1:54,23 |
|       | Jirka Letzin  | Niemcy          | 1:55,19 |
|       | Adam Ruckwood | Wielka Brytania | 1:55,25 |

### 50 m stylem klasycznym
| Medal | Zawodnik      | Państwo | Czas  |
| ----- | ------------- | ------- | ----- |
|       | Mark Warnecke | Niemcy  | 27,10 |
|       | Ołeh Lisohor  | Ukraina | 27,37 |
|       | Roman Słudnow | Rosja   | 27,38 |

### 100 m stylem klasycznym
| Medal | Zawodnik        | Państwo    | Czas  |
| ----- | --------------- | ---------- | ----- |
|       | Roman Słudnow   | Rosja      | 58,85 |
|       | Patrik Isaksson | Szwecja    | 59,32 |
|       | José Couto      | Portugalia | 59,70 |

### 200 m stylem klasycznym
| Medal | Zawodnik       | Państwo         | Czas    |
| ----- | -------------- | --------------- | ------- |
|       | Stéphan Perrot | Francja         | 2:07,82 |
|       | José Couto     | Portugalia      | 2:09,98 |
|       | Adam Whitehead | Wielka Brytania | 2:10,98 |

### 50 m stylem motylkowym
| Medal          | Zawodnik        | Państwo   | Czas  |
| -------------- | --------------- | --------- | ----- |
|                | Miloš Milošević | Chorwacja | 23,35 |
| Lars Frölander | Szwecja         |           | 23,35 |
|                | Jere Hård       | Finlandia | 23,81 |

### 100 m stylem motylkowym
| Medal | Zawodnik        | Państwo         | Czas  |
| ----- | --------------- | --------------- | ----- |
|       | Lars Frölander  | Szwecja         | 51,19 |
|       | James Hickman   | Wielka Brytania | 51,43 |
|       | Denys Syłantiew | Ukraina         | 52,01 |

### 200 m stylem motylkowym
| Medal | Zawodnik        | Państwo         | Czas    |
| ----- | --------------- | --------------- | ------- |
|       | James Hickman   | Wielka Brytania | 1:53,52 |
|       | Thomas Rupprath | Niemcy          | 1:54,43 |
|       | Denys Syłantiew | Ukraina         | 1:54,86 |

### 100 m stylem zmiennym
| Medal | Zawodnik     | Państwo  | Czas  |
| ----- | ------------ | -------- | ----- |
|       | Jens Kruppa  | Niemcy   | 53,93 |
|       | Peter Mankoč | Słowenia | 54,27 |
|       | Marcel Wouda | Holandia | 54,38 |

### 200 m stylem zmiennym
| Medal | Zawodnik              | Państwo  | Czas    |
| ----- | --------------------- | -------- | ------- |
|       | Marcel Wouda          | Holandia | 1:56,46 |
|       | Jirka Letzin          | Niemcy   | 1:58,23 |
|       | Massimiliano Rosolino | Włochy   | 1:58,57 |

### 400 m stylem zmiennym
| Medal | Zawodnik       | Państwo   | Czas    |
| ----- | -------------- | --------- | ------- |
|       | Frederik Hviid | Hiszpania | 4:08,85 |
|       | Jirka Letzin   | Niemcy    | 4:09,85 |
|       | Michael Halika | Izrael    | 4:12,25 |

### 4×50m stylem dowolnym (sztafeta)
| Medal | Zawodnik                                                              | Państwo  | Czas    |
| ----- | --------------------------------------------------------------------- | -------- | ------- |
|       | Claes Andersson Lars Frölander Stefan Nystrand Daniel Carlsson        | Szwecja  | 1:27,12 |
|       | Mitja Zastrow Alexander Lüderitz Stephan Kunzelmann Kai Hanschmann    | Niemcy   | 1:27,76 |
|       | Dennis Rijnbeek Stefan Aartsen Marcel Wouda Pieter van den Hoogenband | Holandia | 1:27,95 |

### 4×50m stylem zmiennym (sztafeta)
| Medal | Zawodnik                                                            | Państwo         | Czas    |
| ----- | ------------------------------------------------------------------- | --------------- | ------- |
|       | Daniel Carlsson Patrik Isaksson Lars Frölander Stefan Nystrand      | Szwecja         | 1:36,00 |
|       | Sebastian Halgasch Mark Warnecke Thomas Rupprath Alexander Lüderitz | Niemcy          | 1:36,56 |
|       | Neil Willey Darren Mew James Hickman Mark Foster                    | Wielka Brytania | 1:36,78 |

## Rezultaty kobiet

### 50 m stylem dowolnym
| Medal     | Zawodniczka           | Państwo | Czas     |
| --------- | --------------------- | ------- | -------- |
|           | Therese Alshammar     | Szwecja | 24,09 WR |
|           | Anna-Karin Kammerling | Szwecja | 24,90    |
| Sue Rolph | Wielka Brytania       |         | 24,90    |

### 100 m stylem dowolnym
| Medeal | Zawodniczka       | Państwo         | Czas     |
| ------ | ----------------- | --------------- | -------- |
|        | Therese Alshammar | Szwecja         | 52,80 WR |
|        | Sue Rolph         | Wielka Brytania | 53,26    |
|        | Sandra Völker     | Niemcy          | 53,34    |

### 200 m stylem dowolnym
| Medal | Zawodniczka        | Państwo  | Czas    |
| ----- | ------------------ | -------- | ------- |
|       | Martina Moravcová  | Słowacja | 1:56,28 |
|       | Josefin Lillhage   | Szwecja  | 1:57,15 |
|       | Natalia Baranowska | Białoruś | 1:57,33 |

### 400 m stylem dowolnym
| Medal | Zawodniczka        | Państwo  | Czas    |
| ----- | ------------------ | -------- | ------- |
|       | Jana Kłoczkowa     | Ukraina  | 4:05,12 |
|       | Natalja Baranowska | Białoruś | 4:06,13 |
|       | Silvia Szalai      | Niemcy   | 4:06,48 |

### 800 m stylem dowolnym
| Medal | Zawodniczka      | Państwo    | Czas    |
| ----- | ---------------- | ---------- | ------- |
|       | Jana Kłoczkowa   | Ukraina    | 8:22,37 |
|       | Flavia Rigamonti | Szwajcaria | 8:25,82 |
|       | Jana Henke       | Niemcy     | 8:28,89 |

### 50 m stylem grzbietowym
| Medal | Zawodniczka        | Państwo   | Czas  |
| ----- | ------------------ | --------- | ----- |
|       | Sandra Völker      | Niemcy    | 27,31 |
|       | Nina Zhivanevskaya | Hiszpania | 28,24 |
|       | Antje Buschschulte | Niemcy    | 28,35 |

### 100 m stylem grzbietowym
| Medal | Zawodniczka        | Państwo         | Czas    |
| ----- | ------------------ | --------------- | ------- |
|       | Nina Zhivanevskaya | Hiszpania       | 59,87   |
|       | Antje Buschschulte | Niemcy          | 1:00,08 |
|       | Sarah Price        | Wielka Brytania | 1:00,88 |

### 200 m stylem grzbietowym
| Medal | Zawodniczka        | Państwo   | Czas    |
| ----- | ------------------ | --------- | ------- |
|       | Antje Buschschulte | Niemcy    | 2:08,11 |
|       | Nina Zhivanevskaya | Hiszpania | 2:09,47 |
|       | Nicole Hetzer      | Niemcy    | 2:09,62 |

### 50 m stylem klasycznym
| Medal | Zawodniczka    | Państwo         | Czas  |
| ----- | -------------- | --------------- | ----- |
|       | Zoë Baker      | Wielka Brytania | 31,40 |
|       | Ágnes Kovács   | Węgry           | 31,49 |
|       | Janne Schaefer | Niemcy          | 31,95 |

### 100 m stylem klasycznym
| Medal | Zawodniczka    | Państwo | Czas    |
| ----- | -------------- | ------- | ------- |
|       | Brigitte Becue | Belgia  | 1:08,15 |
|       | Ágnes Kovács   | Węgry   | 1:08,30 |
|       | Emma Igelström | Szwecja | 1:08,74 |

### 200 m stylem klasycznym
| Medal | Zawodniczka    | Państwo | Czas    |
| ----- | -------------- | ------- | ------- |
|       | Anne Poleska   | Niemcy  | 2:24,78 |
|       | Ágnes Kovács   | Węgry   | 2:25,41 |
|       | Brigitte Becue | Belgia  | 2:26,82 |

### 50 m stylem motylkowym
| Medal | Zawodniczka           | Państwo         | Czas     |
| ----- | --------------------- | --------------- | -------- |
|       | Anna-Karin Kammerling | Szwecja         | 25,64 WR |
|       | Johanna Sjöberg       | Szwecja         | 26,42    |
|       | Nicola Jackson        | Wielka Brytania | 27,17    |

### 100 m stylem motylkowym
| Medal | Zawodniczka     | Państwo | Czas  |
| ----- | --------------- | ------- | ----- |
|       | Johanna Sjöberg | Szwecja | 57,73 |
|       | Mette Jacobsen  | Dania   | 59,11 |
|       | Sophia Skou     | Dania   | 59,80 |

### 200 m stylem motylkowym
| Medal | Zawodniczka     | Państwo | Czas    |
| ----- | --------------- | ------- | ------- |
|       | Mette Jacobsen  | Dania   | 2:06,87 |
|       | Johanna Sjöberg | Szwecja | 2:08,62 |
|       | Sophia Skou     | Dania   | 2:09,33 |

### 100 m stylem zmiennym
| Medal | Zawodniczka       | Państwo  | Czas    |
| ----- | ----------------- | -------- | ------- |
|       | Martina Moravcová | Słowacja | 1:00,78 |
|       | Annika Mehlhorn   | Niemcy   | 1:01,82 |
|       | Nataša Kejžar     | Słowenia | 1:02,16 |

### 200 m stylem zmiennym
| Medal | Zawodniczka       | Państwo         | Czas       |
| ----- | ----------------- | --------------- | ---------- |
|       | Jana Kłoczkowa    | Ukraina         | 2:09,08 ER |
|       | Martina Moravcová | Słowacja        | 2:09,25    |
|       | Sue Rolph         | Wielka Brytania | 2:11,29    |

### 400 m stylem zmiennym
| Medal | Zawodniczka    | Państwo | Czas    |
| ----- | -------------- | ------- | ------- |
|       | Jana Kłoczkowa | Ukraina | 4:34,07 |
|       | Nicole Hetzer  | Niemcy  | 4:37,47 |
|       | Hana Černá     | Czechy  | 4:37,74 |

### 4×50m stylem dowolnym (sztafeta)
| Medal | Zawodniczka                                                              | Państwo         | Czas       |
| ----- | ------------------------------------------------------------------------ | --------------- | ---------- |
|       | Johanna Sjöberg Therese Alshammar Anna-Karin Kammerling Malin Svahnström | Szwecja         | 1:38,45 WR |
|       | Katrin Meissner Simone Osygus Sandra Völker Britta Steffen               | Niemcy          | 1:39,21    |
|       | Alison Sheppard Nicola Jackson Karen Pickering Sue Rolph                 | Wielka Brytania | 1:39,93    |

### 4×50m stylem zmiennym (sztafeta)
| Medal | Zawodniczka                                                            | Państwo         | Czas       |
| ----- | ---------------------------------------------------------------------- | --------------- | ---------- |
|       | Therese Alshammar Emma Igelström Johanna Sjöberg Anna-Karin Kammerling | Szwecja         | 1:49,47 WR |
|       | Sandra Völker Janne Schäfer Marietta Uhle Katrin Meissner              | Niemcy          | 1:49,87    |
|       | Katy Sexton Zoë Baker Nicola Jackson Sue Rolph                         | Wielka Brytania | 1:51,64    |

## Tabela medalowa
| Pozycja | Państwo         |   |    |   | Razem |
| ------- | --------------- | - | -- | - | ----- |
| 1       | Szwecja         | 9 | 7  | 1 | 17    |
| 2       | Niemcy          | 6 | 12 | 8 | 26    |
| 3       | Ukraina         | 5 | 1  | 3 | 9     |
| 4       | Wielka Brytania | 3 | 3  | 9 | 15    |
| 5       | Holandia        | 3 | 1  | 2 | 6     |
| 6       | Hiszpania       | 2 | 2  | 1 | 5     |
| 7       | Chorwacja       | 2 | 1  | 0 | 3     |
| 7       | Słowacja        | 2 | 1  | 0 | 3     |
| 9       | Islandia        | 2 | 0  | 0 | 2     |
| 10      | Dania           | 1 | 2  | 0 | 3     |
| 11      | Włochy          | 1 | 1  | 2 | 4     |
| 12      | Belgia          | 1 | 0  | 1 | 2     |
| 12      | Rosja           | 1 | 0  | 1 | 2     |
| 14      | Francja         | 1 | 0  | 0 | 1     |
| 15      | Węgry           | 0 | 3  | 0 | 3     |
| 16      | Białoruś        | 0 | 1  | 1 | 2     |
| 16      | Szwajcaria      | 0 | 1  | 1 | 2     |
| 16      | Portugalia      | 0 | 1  | 1 | 2     |
| 16      | Słowenia        | 0 | 1  | 1 | 2     |
| 20      | Turcja          | 0 | 1  | 0 | 1     |
| 21      | Finlandia       | 0 | 0  | 1 | 1     |
| 21      | Izrael          | 0 | 0  | 1 | 1     |
| 21      | Czechy          | 0 | 0  | 1 | 1     |